# Giannis Gravanis

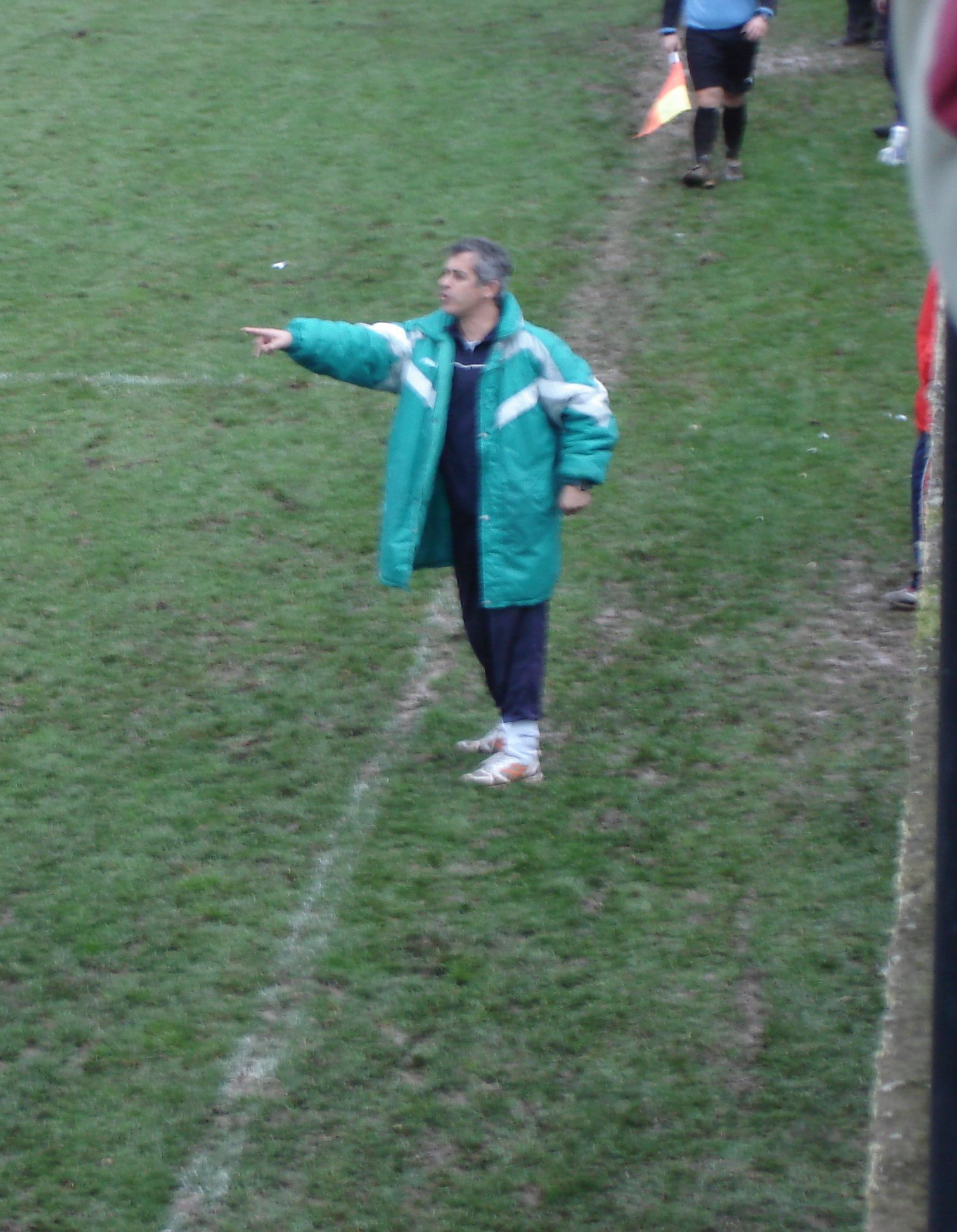
Giannis Gravanis

Giannis Gravanis (Grieks: Γιάννης Γραβάνης) (Domokos, 16 januari 1958 – Patras, 30 april 2012) was een Grieks voetballer die voor als verdediger speelde.
Hij begon bij Achilles Domokos en speelde tussen 1977 en 1988 in totaal 269 wedstrijden voor Panionos. Met de club won hij in 1979 de beker. In het seizoen 1988/89 speelde hij zes wedstrijden voor Panachaiki en hij besloot zijn loopbaan in 1989 bij AE Achaea. In 1982 speelde Gravinis drie interlands voor Griekenland.
Als trainer was hij actief bij APS Fostiras Ovryas, Astrapi Psarofai, Achilleas Kamares, DP Oleniakos en AE Perivola.. Hij overleed aan de gevolgen van kanker.